# Chaignes
Chaignes est une commune française située dans le département de l'Eure, en région Normandie.

## Géographie

### Localisation
|               | Douains  | Blaru (Yvelines)                  |
| Pacy-sur-Eure | Chaignes | Chaufour-lès-Bonnières (Yvelines) |
| Aigleville    | Hécourt  | Villegats                         |

### Hydrographie
La commune est située dans le bassin Seine-Normandie. Elle est drainée par le cours d'eau 01 du Val Morin,.

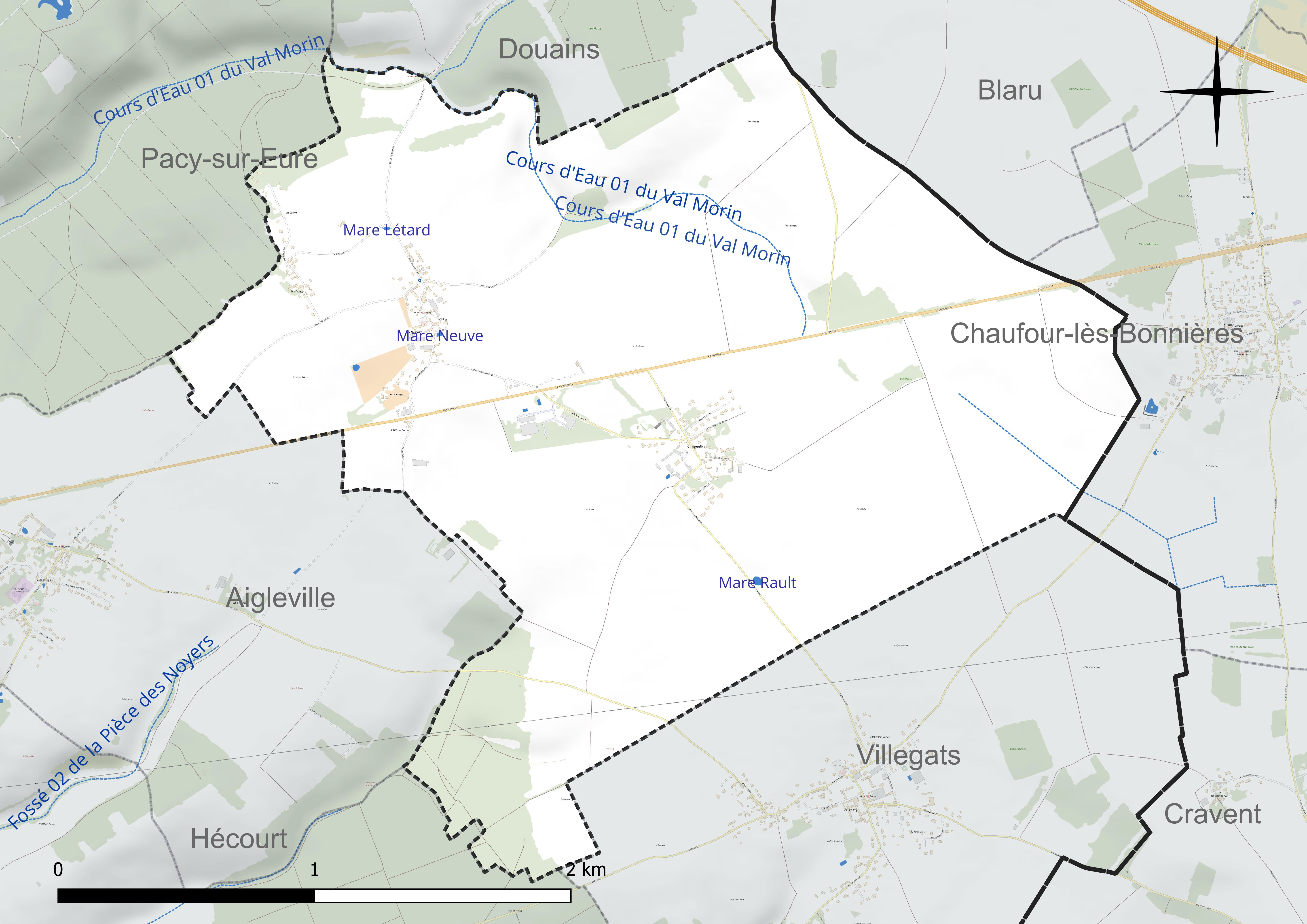
Réseau hydrographique de Chaignes.

Trois plans d'eau complètent le réseau hydrographique : la mare Létard (0 ha), la mare Neuve (0 ha) et la mare Rault (0,1 ha),.

### Climat
Pour des articles plus généraux, voir Climat de la Normandie et Climat de l'Eure.
En 2010, le climat de la commune est de type climat océanique dégradé des plaines du Centre et du Nord, selon une étude du CNRS s'appuyant sur une série de données couvrant la période 1971-2000. En 2020, Météo-France publie une typologie des climats de la France métropolitaine dans laquelle la commune est exposée à un climat océanique et est dans la région climatique  Sud-ouest du bassin Parisien, caractérisée par une faible pluviométrie, notamment au printemps (120 à 150 mm) et un hiver froid (3,5 °C). Parallèlement le GIEC normand, un groupe régional d’experts sur le climat, différencie quant à lui, dans une étude de 2020, trois grands types de climats pour la région Normandie, nuancés à une échelle plus fine par les facteurs géographiques locaux. La commune est, selon ce zonage, exposée à un « climat des plateaux abrités », correspondant aux plaines agricoles de l’Eure, avec une pluviométrie beaucoup plus faible que dans la plaine de Caen en raison du double effet d’abri provoqué par les collines du Bocage normand et par celles qui s’étendent sur un axe du Pays d'Auge au Perche.
Pour la période 1971-2000, la température annuelle moyenne est de 10,7 °C, avec  une amplitude thermique annuelle de 14,6 °C. Le cumul annuel moyen de précipitations est de 666 mm, avec 11 jours de précipitations en janvier et 8,1 jours en juillet. Pour la période 1991-2020, la température moyenne annuelle observée sur la station météorologique la plus proche, située sur la commune de Huest à 17 km à vol d'oiseau, est de 11,2 °C et le cumul annuel moyen de précipitations est de 600,6 mm,. Pour l'avenir, les paramètres climatiques de la commune estimés pour 2050 selon différents scénarios d’émission de gaz à effet de serre sont consultables sur un site dédié publié par Météo-France en novembre 2022.

## Urbanisme

### Typologie
Au 1er janvier 2024, Chaignes est catégorisée commune rurale à habitat dispersé, selon la nouvelle grille communale de densité à 7 niveaux définie par l'Insee en 2022.
Elle est située hors unité urbaine. Par ailleurs la commune fait partie de l'aire d'attraction de Paris, dont elle est une commune de la couronne,. 

### Occupation des sols
L'occupation des sols de la commune, telle qu'elle ressort de la base de données européenne d’occupation biophysique des sols Corine Land Cover (CLC), est marquée par l'importance des territoires agricoles (92,5 % en 2018), une proportion sensiblement équivalente à celle de 1990 (92,3 %). La répartition détaillée en 2018 est la suivante : 
terres arables (88,3 %), forêts (7,5 %), zones agricoles hétérogènes (4,2 %). L'évolution de l’occupation des sols de la commune et de ses infrastructures peut être observée sur les différentes représentations cartographiques du territoire : la carte de Cassini (XVIIIe siècle), la carte d'état-major (1820-1866) et les cartes ou photos aériennes de l'IGN pour la période actuelle (1950 à aujourd'hui).

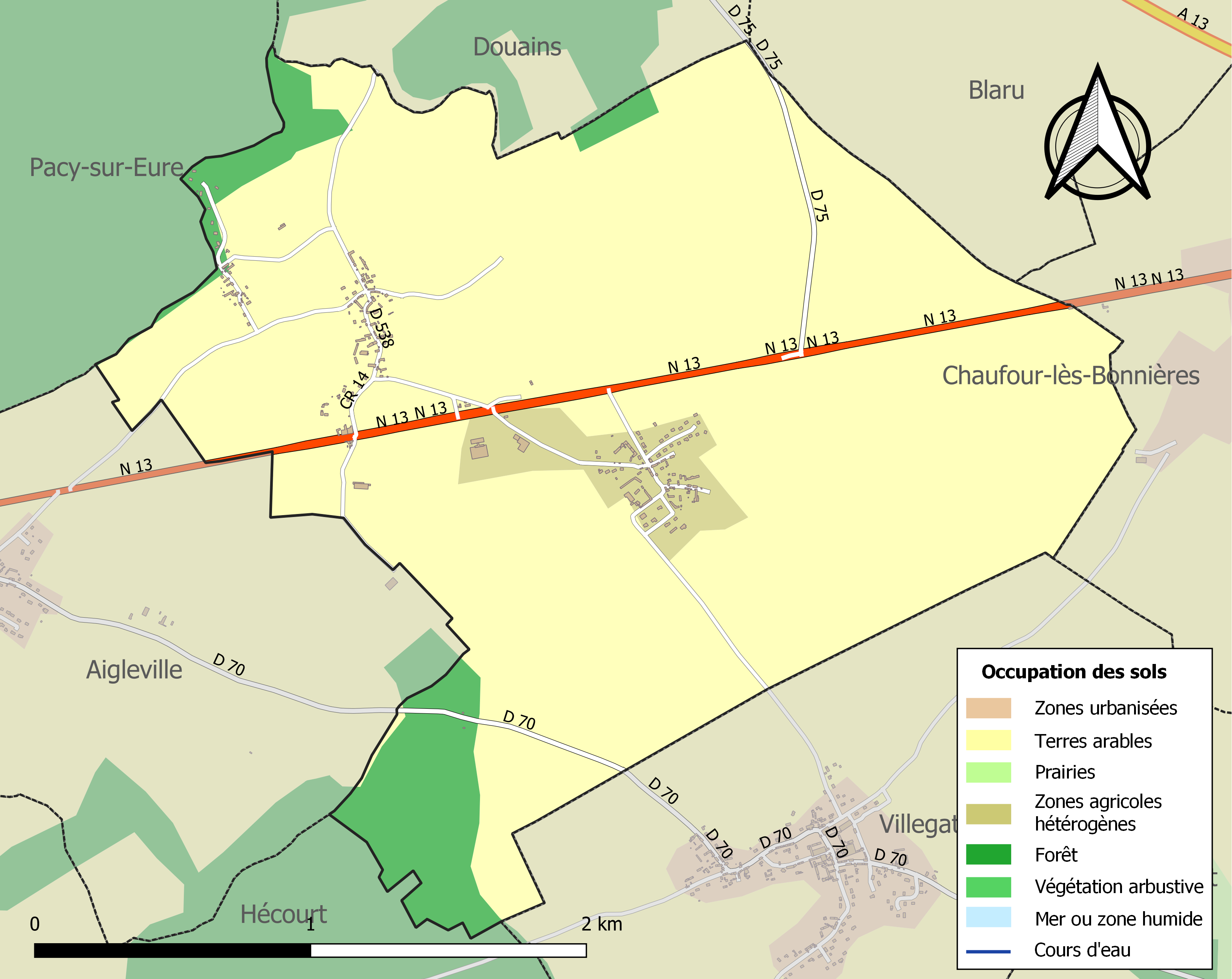
Carte des infrastructures et de l'occupation des sols de la commune en 2018 (CLC).

## Toponymie
Le nom de la localité est attesté sous les formes Chains en 1156 (bulle d’Adrien IV), Chaagnes en 1181(bulle de Luce III), Kahagnes en 1189 (charte de Jean, évêque d’Évreux), Cahaniis en 1199, Kaengnes en 1247 (archives nationales), Cheignes en 1450, les Chengnes en 1464 (dénombrement de l’abbaye de la Croix-Saint-Leufroi).
Le bas latin catanus avec suffixe latin collectif -ea au pluriel, « ensemble de genévriers », est une explication très douteuse. Pour ce type toponymique fréquent dans le nord ouest de la France (Normandie, Maine) : Cahaignes, Cahagnes, Chahaignes, etc., les formes anciennes ne présentent en effet aucune trace d'un [t] ou de [d] (lénition). L'origine reste donc obscure. Dans un ouvrage plus récent, le même auteur reprend l'hypothèse de Gérard Taverdet qui considère ce type toponymique comme une évolution du latin tardif capanna / *cavanna (cauanna, VIIIe siècle, Gloses de Reichenau), sans doute d'origine préromane, qui a donné le mot français cabane (issu de l'occitan) et les nombreux toponymes Chavannes / Cabannes. La chute du [b] / [v] à l'intervocalique s'est produite de la même manière que dans tabonem > taon ou pavonem > paon.
La forme Chaignes est caractéristique de la Normandie méridionale (sud de la ligne Joret), alors que Cahagnes / Cahaignes est typique de la Normandie septentrionale.

## Politique et administration
| Période                                  | Période   | Identité        | Étiquette | Qualité |
| ---------------------------------------- | --------- | --------------- | --------- | ------- |
| mars 2001                                | mars 2008 | Michel Durand   |           |         |
| mars 2008                                | En cours  | Guillaume Grimm | UMP-LR    | Artisan |
| Les données manquantes sont à compléter. |           |                 |           |         |

## Démographie
L'évolution du nombre d'habitants est connue à travers les recensements de la population effectués dans la commune depuis 1793. Pour les communes de moins de 10 000 habitants, une enquête de recensement portant sur toute la population est réalisée tous les cinq ans, les populations de référence des années intermédiaires étant quant à elles estimées par interpolation ou extrapolation. Pour la commune, le premier recensement exhaustif entrant dans le cadre du nouveau dispositif a été réalisé en 2005.

En 2022, la commune comptait 267 habitants, en évolution de −3,26 % par rapport à 2016 (Eure : −0,25 %, France hors Mayotte : +2,11 %).
| 1793 | 1800 | 1806 | 1821 | 1831 | 1836 | 1841 | 1846 | 1851 |
| ---- | ---- | ---- | ---- | ---- | ---- | ---- | ---- | ---- |
| 139  | 166  | 140  | 220  | 228  | 237  | 231  | 230  | 200  |

| 1856 | 1861 | 1866 | 1872 | 1876 | 1881 | 1886 | 1891 | 1896 |
| ---- | ---- | ---- | ---- | ---- | ---- | ---- | ---- | ---- |
| 187  | 301  | 189  | 165  | 171  | 157  | 161  | 139  | 161  |

| 1901 | 1906 | 1911 | 1921 | 1926 | 1931 | 1936 | 1946 | 1954 |
| ---- | ---- | ---- | ---- | ---- | ---- | ---- | ---- | ---- |
| 158  | 151  | 148  | 133  | 139  | 122  | 133  | 110  | 148  |

| 1962 | 1968 | 1975 | 1982 | 1990 | 1999 | 2005 | 2006 | 2010 |
| ---- | ---- | ---- | ---- | ---- | ---- | ---- | ---- | ---- |
| 154  | 180  | 153  | 179  | 233  | 252  | 287  | 301  | 275  |

| 2015 | 2020 | 2022 | - | - | - | - | - | - |
| ---- | ---- | ---- | - | - | - | - | - | - |
| 276  | 276  | 267  | - | - | - | - | - | - |

## Culture locale et patrimoine

### Lieux et monuments
La ferme du XVIIe siècle et sa tour.

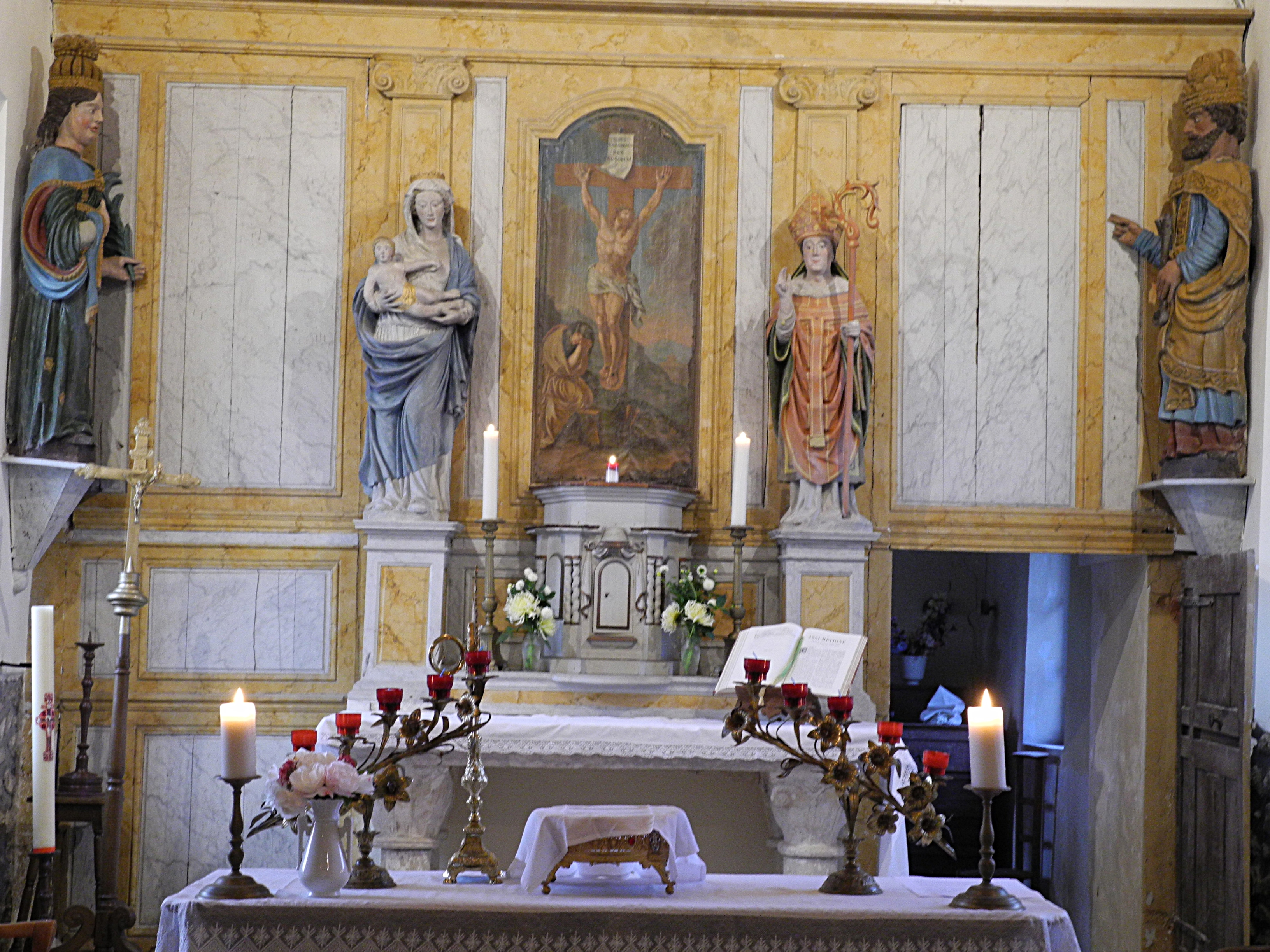
Le chœur de l'église Saint-Julien de Chaignes.

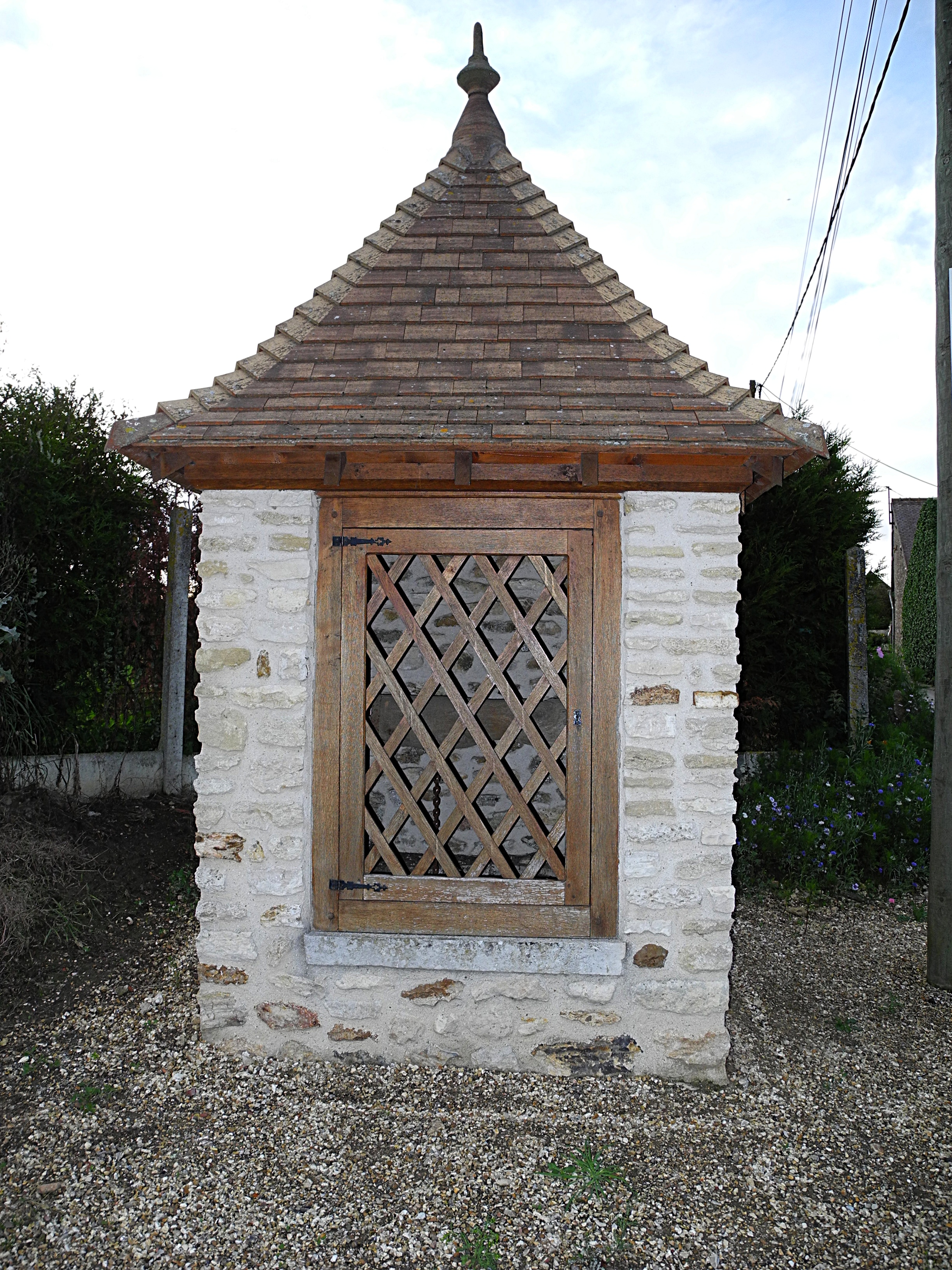
Le puits.

Reliques de saint Benoît Labre dans la chapelle du prieuré Stella Maris à Chaignes.